# Ron Behagen
Ronald Michael Behagen (ur. 19 stycznia 1951 w Nowym Jorku) – amerykański koszykarz, występujący na pozycjach skrzydłowego oraz środkowego.
W debiutanckim sezonie 1973/1974 zajął drugie miejsce w głosowaniu na debiutanta roku NBA.

## Osiągnięcia
NCAA
- Zaliczony do[2]:
  - II składu All-American (1973 przez Converse)[3]
  - III składu All-American (1973 przez UPI)
  - IV składu All-American (1973 przez NABC)

NBA
- Wybrany do I składu debiutantów NBA (1974)[4]